# Episodi di Un ciclone in convento (seconda stagione)
La seconda stagione di Un ciclone in convento è stata trasmessa sul canale tedesco Das Erste dal 7 gennaio al 15 aprile 2003.
In Italia è andata in onda dal 13 agosto 2004 su Rai 1.
| n° | Titolo originale         | Titolo italiano          | Prima TV originale | Prima TV Italia   | Telespettatori | Share  |
| -- | ------------------------ | ------------------------ | ------------------ | ----------------- | -------------- | ------ |
| 1  | Heiliger Strohsack       | Il capo sono io          | 7 gennaio 2003     | 13 agosto 2004    | 3.129.000      | 19,35% |
| 2  | Salto Mortale            | Lotta senza quartiere    | 14 gennaio 2003    | 20 agosto 2004    | 3.171.000      | 19,22% |
| 3  | Zwickmühle               | Dubbi                    | 21 gennaio 2003    | 20 agosto 2004    | 3.046.000      | 19,78% |
| 4  | Plötzlich und unerwartet | Tutto all'improvviso     | 28 gennaio 2003    | 27 agosto 2004    | 2.530.000      | 13,54% |
| 5  | Falsche Fünfzigerin      | Amori a sorpresa         | 11 febbraio 2003   | 3 settembre 2004  |                |        |
| 6  | Gefahrenzone             | Nuovi arrivi             | 18 febbraio 2003   | 3 settembre 2004  |                |        |
| 7  | Belagerungszustand       | Di qua non si passa      | 25 febbraio 2003   | 10 settembre 2004 | 4.070.000      | 17,73% |
| 8  | Hokuspokus               | Uno sciamano in convento | 11 marzo 2003      | 10 settembre 2004 | 3.722.000      | 17,70% |
| 9  | Doktorspiele             | La trappola              | 18 marzo 2003      | 7 gennaio 2005    | 5.500.000      | 20,62% |
| 10 | Alte Freunde             | Alex Alexandra           | 25 marzo 2003      | 7 gennaio 2005    | 4.765.000      | 19,20% |
| 11 | Trauerspiel              | La ruta della discordia  | 1º aprile 2003     | 14 gennaio 2005   | 4.612.000      | 16,42% |
| 12 | Knastbruder              | La gatta rapita          | 8 aprile 2003      | 14 gennaio 2005   | 4.440.000      | 16,23% |
| 13 | Singdrosseln             | Domani è un altro giorno | 15 aprile 2003     | 21 gennaio 2005   | 4.629.000      | 17,10% |

## Il capo sono io
- Titolo originale: Heiliger Strohsack

### Trama
Lotte vorrebbe organizzare un pellegrinaggio al convento contro il volere della madre generale, ma con l'appoggio del Vescovo. In un duro scontro con la reverenda madre, Lotte la spunta e riesce nel suo intento. Il quadro di Santa Maddalena, che doveva essere la meta del pellegrinaggio, sparisce misteriosamente. Lotte accusa Wöller di averlo rubato e minaccia di rendere pubbliche alcune sue irregolarità sugli appalti. Wöller riesce a trovare il quadro e scopre che, sotto la crosta, c'è un prezioso dipinto originale. 

## Lotta senza quartiere
- Titolo originale: Salto Mortale

### Trama
Sorella Lotte deve aiutare Elena, che conduce assieme al marito un piccolo circo. La donna vuole però che il figlio frequenti la scuola invece di diventare un artista. E per questo è decisa anche a lasciare l'uomo che ha sposato.

## Dubbi
- Titolo originale: Zwickmühle

### Trama
Wöller vuole approfittare di alcuni errori del nuovo sindaco per sfiduciarlo. La concessione municipale di un sexy shop, posto vicino ad una chiesa protestante, è scandalosa quasi quanto aver messo a repentaglio i posti di lavoro della ditta di Huber. Sorella Lotte, grazie all'aiuto di una banca, salva quei posti di lavoro e viene riconfermata come sindaco. In cuor suo Lotte non è però convinta di restare in carica perché desidera seguire meglio il suo convento dove sorella Sophie ha aperto un ricovero per aiutare persone sole.

## Tutto all'improvviso
- Titolo originale: Plötzlich und unerwartet

### Trama
I preparativi per l'imminente matrimonio di Barbara procedono senza problemi, mentre sorella Lotte è sempre alle prese con i problemi derivanti dal suo incarico di sindaco; sorella Lotte è sempre più convinta di non poter sostenere questo impegno, ma in preda a dubbi, ancora non ha comunicato la sua decisione alla madre generale. Intanto durante un viaggio a Monaco, una delle suore del convento vede in un caffè il dottore, futuro marito di Barbara, in teneri atteggiamenti con un'altra donna. Durante il viaggio di ritorno è poi testimone di un fatto ancora più drammatico: il dottore è coinvolto in un incidente nel quale perde la vita. A questa notizia Barbara cade nella disperazione, sotto gli occhi di sorella Lotte, che addolorata capisce che è tempo di dedicarsi esclusivamente alle cure del convento.

## Amori a sorpresa
- Titolo originale: Falsche Fünfzigerin

### Trama
Il sindaco Wöller trova una ragazza attraverso un annuncio ma sorella Lotte, insospettitasi, riuscirà a scoprire e a far capire a Wöller che la ragazza non è innamorata di lui ma solo interessata ai suoi soldi. Nel frattempo prende alloggio in convento un esattore delle tasse insieme ad un misterioso personaggio, le suore troveranno una pistola sotto il suo letto ma, alla fine, il misterioso personaggio si rivelerà essere un poliziotto incaricato di vigilare sulla sicurezza dell'esattore delle tasse.

## Nuovi arrivi
- Titolo originale: Gefahrenzone

### Trama
Barbara rientra in convento e subito scopre a sua insaputa di essere incinta. Intanto nel convento arrivano gli ospiti del seminario di fine settimana: il signor Leitner che deve decidere se deve aprire o meno un caso sulla corruzione dei partiti anche se ostacolato dal suo Governo ed il misterioso signor Ratke, che è segretamente incaricato di sorvegliare lo scomodo signor Leitner onde evitare uno scandalo ed una crisi nella maggioranza. Il professore relatore del seminario non reputa che sia il caso di intervenire e così sorella Lotte decide di invitare a sorpresa il Vescovo Rossbauer.

## Di qua non si passa
- Titolo originale: Belagerungszustand

### Trama
L'agente Meier porta al convento una ragazza trovata ubriaca in Discoteca, Katrine. Sorella Lotte scopre che la giovane alcolista è la figlia del pastore protestante del paese e che soffre per il divorzio dei suoi genitori. Mentre Wöller impazzisce per una sua nuova micetta di nome Mausi, la Madre generale dell'Ordine, dopo aver scoperto di essere gravemente ammalata, decide di dimettersi, ma non prima di aver risolto la situazione del convento che rischiano di perdere.

## Uno sciamano in convento
- Titolo originale: Hokuspokus

### Trama
Wöller sollecita la perizia da parte del Ministero dei Beni Culturali per riuscire a dichiarare il convento inagibile. Trova aiuto nella Madre generale che, credendosi gravemente malata, vuole risolvere il problema prima di lasciare le redini. Sorella Lotte fa venire dall'Africa un grande sciamano nonché professore universitario, che ridà serenità alla reverenda Madre, la quale viene poi avvertita che per un errore le è stata attribuita la malattia di un'altra persona.

## La trappola
- Titolo originale: Doktorspiele

### Trama
Sorella Lotte rientrata a Kaltenthal dopo esser stata in Nigeria per una missione, vive in pace in un convento con le sue consorelle, sempre alle prese con i battibecchi col sindaco Wöller. L'infermiera Margarete, viene licenziata dall'ospedale in cui lavora con sorella Felicitas, a causa del rifiuto delle avances da parte di un medico.

## Alex Alexandra
- Titolo originale: Alte Freunde

### Trama
Il sindaco decide di far analizzare il liquore alle erbe delle suore, perché la sua vendita comincia a fruttare parecchio, e vuole fermarla. Alex Alexandra, un transessuale compagno di baldorie giovanili di Wöller, si ripresenta al suo vecchio amico, mettendolo in un terribile imbarazzo. Lotte farà capire al sindaco che l'amicizia non conosce barriere.

## La ruta della discordia
- Titolo originale: Trauerspiel

### Trama
Sorella Sophie è convinta che una sua assistita, Nonna Grieshaber, sia vittima delle angherie della nuora. Lotte capisce che la verità è diversa e fa riappacificare le due donne. Dalle analisi di laboratorio risulta che nel liquore del convento c'è anche la ruta che, se usata impropriamente, può avere effetti nocivi. Per questo la distilleria viene chiusa. Wöller è convinto di avere in mano le suore, ma la madre generale intende dare battaglia.

## La gatta rapita
- Titolo originale: Knastbruder

### Trama
Wöller promette una grossa ricompensa a chi gli riporterà Mausi, la sua gattina. Huber gli fa credere di averla rapita, ma è solo un brutto scherzo. La signora Schrader confida a Lotte che suo marito uscirà di prigione prima del previsto e Lotte si offre di ospitarlo nel convento. Il signor Schrader, però, sparisce per andare a recuperare la refurtiva nascosta anni prima. Nel frattempo arriva la perizia dei Beni Culturali che decreta che il convento è inagibile.

## Domani è un altro giorno
- Titolo originale: Singdrosseln

### Trama
Sorella Lotte decide di intervenire per beneficenza all'annuale festa per i poveri. Il sindaco, saputo che le suore parteciperanno attivamente allo spettacolo, non vuole essere da meno e si presenta vestito da Elvis Presley, imitandolo. Le suore invece cantano un brano degli Abba fra l'entusiasmo di un pubblico scatenato. Tornando al convento però hanno l'amara sorpresa di trovare attaccata alla porta l'ingiunzione di sgombero.